# Gabriel Le Bras
Pour les articles homonymes, voir Le Bras.
 (juillet 2023).
Gabriel Le Bras est un juriste français, sociologue des religions et du droit né le 23 juillet 1891 à Paimpol et mort le 18 février 1970 à Paris.

## Biographie

### Jeunesse et études
Gabriel Le Bras est né à Paimpol dans une famille de marins, dont le père capitaine au long cours était en mer lors de sa naissance[réf. nécessaire]. 
Il fait ses études primaires à l'école Saint-Joseph, au petit séminaire de Tréguier, puis à l'école Saint-Charles de Saint-Brieuc en vue de faire une carrière de marin, mais sa vision étant trop faible à scruter l'horizon, il prend une autre orientation[réf. nécessaire]. Entré à l'université de Rennes, il y fait de 1908 à 1911 des études juridiques et littéraires auprès de prestigieux maîtres comme les historiens Édouard Jordan (1866-1946), historien, et Henri Sée (1864-1936)[réf. nécessaire]. 
De 1911 à 1914, il achève ses études à Paris sous la direction de maîtres dont il dira toute sa vie sa reconnaissance : Émile Chénon (1857-1927), Edmond Meynial (1861-1942), Paul Fournier (1853-1935) et Robert Génestal (1872-1931)[réf. nécessaire]. C'est avec ce dernier qu'il prend un premier contact avec la 4e section de l'École pratique des hautes études et se forme aux études canoniques[réf. nécessaire].
Après la Première Guerre mondiale, il réintègre la faculté de Paris et, en 1920, soutient une thèse L'immunité réelle qui lui vaut le titre de docteur en sciences politiques et économiques[réf. nécessaire]. Deux ans plus tard, il obtient un doctorat en droit avec une thèse sur L'évolution générale du procurateur en droit privé romain, et la même année il obtient un succès à l'agrégation de droit, section du droit romain et d'histoire du droit[réf. nécessaire]. 

### Parcours professionnel
Mobilisé mors de la Première Guerre mondiale, il se retrouve sur le front en Champagne en 1916, puis affecté l'année suivante à l'état-major de l'armée d'Italie[réf. nécessaire]. 
Il est alors affecté à la faculté de droit et des sciences politiques de Strasbourg où il occupe la chaire de droit romain du défunt professeur Debray[réf. nécessaire]. Il est de suite associé à l'Institut de droit canonique créé par arrêté rectoral du 13 décembre 1920 dans le cadre de la faculté de théologie catholique par Mgr Martin, premier doyen de la nouvelle faculté de théologie catholique[réf. nécessaire]. De 1923 à 1929, il assure à Strasbourg l'enseignement du droit romain à la faculté de droit et celui du droit canonique à l'Institut[réf. nécessaire]. Il se lie à cette époque d'amitié avec Maurice-Henri-Louis Lecomte Moncharville (1864-1943), jusqu'à la fin de la vie de celui-ci[réf. nécessaire].
En 1931, il occupe la chaire d'histoire du droit canonique à l'université de Paris[réf. nécessaire]. La même année, il fait paraître dans la Revue d'histoire de l'Église de France un article célèbre qui expose les grandes lignes d'un programme d'études sociologique et historique du catholicisme français. Devant l'immensité de la tâche, il confie sa documentation en 1944 au chanoine Boulard, qui publie en 1947 la carte Boulard, première carte religieuse de la France rurale, qui se complexifie les années suivantes et dont les mises à jour jusqu'en 1966 précisent le contenu des contrastes géographiques concernant les pratiques religieuses en France.
En 1939, il est mobilisé quelques mois au GQG[Quoi ?] de septembre 1939 à juin 1940[réf. nécessaire]. Homme discret, il fut de ceux qui poursuivirent le combat dans la résistance universitaire et en obtiendra la médaille[réf. nécessaire].
Il est directeur d'études à l'École pratique des hautes études (4e section jusqu'en 1965, puis 6e section) et, de 1959 à 1962, doyen de la faculté de droit de l'université de Paris[réf. nécessaire]. Il est également professeur à l'Institut d'études politiques de Paris de 1945 à 1965, où il donne un cours sur le christianisme aux côtés d'André Latreille et Étienne Gilson.
Succédant à Louis Canet, il est conseiller du ministère des Affaires étrangères pour les affaires religieuses, de 1946 à sa mort[réf. nécessaire]. Il est élu membre de l'Académie des sciences morales et politiques en 1962[réf. nécessaire]. Gabriel Le Bras est également président de l'Association des historiens des facultés de droit[Quand ?], et de 1942 à 1970, président de la Société d'histoire religieuse de la France[réf. nécessaire]. Il fut en effet le fondateur de la sociologie religieuse en France[réf. nécessaire].
À la fin de la Seconde Guerre mondiale, il épouse son élève Marthe Folain (1910-2009), historienne. Ils eurent ensemble six enfants dont le démographe Hervé Le Bras (né en 1943).
Il fit de fréquentes rencontres avec des sociologues à Strasbourg et à Paris comme Georges Gurvitch (1894-1965), Marcel Mauss (1872-1950), Célestin Bouglé (1870-1940), Maurice Halbwachs (1877-1945), mort en déportation à Buchenwald,  et son collègue à la faculté de droit Henri Lévy-Bruhl (1884-1964)[réf. nécessaire].
Il fut membre du Haut-Comité régional de patronage de la Fondation culturelle bretonne en 1957.

## Distinctions
- Docteur honoris causa :
  - Liège
  - Louvain
  - Milan
  - Bologne
- Commandeur de la Légion d'honneur
- Médaille de la Résistance française

## Publications
- « Liber de misericordia et justicia d'Alger de Liège », Revue historique de Droit, 1921.
- Cours de Pandectes sur Le fils de famille, Paris, 1930 et dont l'Esquisse parut dans la Revue international de l'enseignement en 1931.
- avec Paul Fournier, Histoire des collections canoniques en occident depuis les Fausses Décrétales jusqu'au Décret de Gratien, 2 vol., Paris, 1931 ; 1932.
- « À propos de la Société d'Histoire Ecclésiastique de la France de 1914 A 1939 », Revue d'histoire de l'Église de France, tome 26, n°110, 1940. pp. 5-13[6]
- Introduction à l'histoire de la pratique religieuse en France, 2 vol., Paris, 1942 ; 1945[7].
- avec Jean Gaudemet (dir.), Histoire du droit et des institutions de l'Église en Occident, Paris, Sirey, 18 t. (dont Prolégomènes, Paris, 1955).
- Études de sociologie religieuse, 2 vol., Paris, PUF, « Bibliothèque de Sociologie contemporaine », 1955 ; 1956.
- Institutions de la Chrétienté médiévale, 2 vol., (sur 4 prévus) Paris, Bloud & Gay, 1959 ; 1964.
- Accurse et le droit canon Actes du Congrès accursien, Bologne, 1963, vol.I, Milan 1968.
- L'Originalité du droit canon, Mélanges La Morandière, 1964.
- Utrumque jus, RHD, 1965.
- « Destins de la Sociologie », Revue de l'Enseignement supérieur, 1965.
- avec Charles Lefebvre et J. Rambaud, L'Âge classique (1140-1378). Sources et théorie du droit, Paris, Sirey, 1965.
- L'activité canonique à Poitiers au temps de la Réforme Grégorienne, Mélanges Crozet, 1966.
- L'Église médiévale au service du droit romain, RHD, 1966.
- Histoire et Droit romain, Mélanges Piganiol, 1966.
- Droit romain et droit canon au XIIIe siècle, Académie des Lincei, communication du 16 avril 1966.
- « Les arts dans le canton de Guérande », Bulletin des amis de Guérande, 1966.
- « Psychologie des peuples et histoire », Revue de Psychologie des peuples, 1966.
- L'image du clerc , ASR, 1967.
- « Sociologie de la connaissance dans l'Église médiévale », in: Mélanges Gurvitch, 1968.
- Une esquisse de sociologie historique de l'Europe religieuse au Moyen Âge, ASR, 1968.
- L'Église et le village, Paris, Flammarion, 1976.
- La Police religieuse dans l'ancienne France, Paris, Fayard, 2010[8].